# ناراب
ناراب هي قرية في مقاطعة سراب، إيران. عدد سكان هذه القرية هو 175 في سنة 2006.